# Ke Jiusi
Pour les articles homonymes, voir Ke.
Ke Jiusi (chinois 柯九思 ; pinyin : Kē Jiǔsī ; Wade-Giles : K'o Chiu-ssu), ou Ke Danqiu, né en 1290, mort en 1343, est un peintre et calligraphe de la dynastie Yuan.

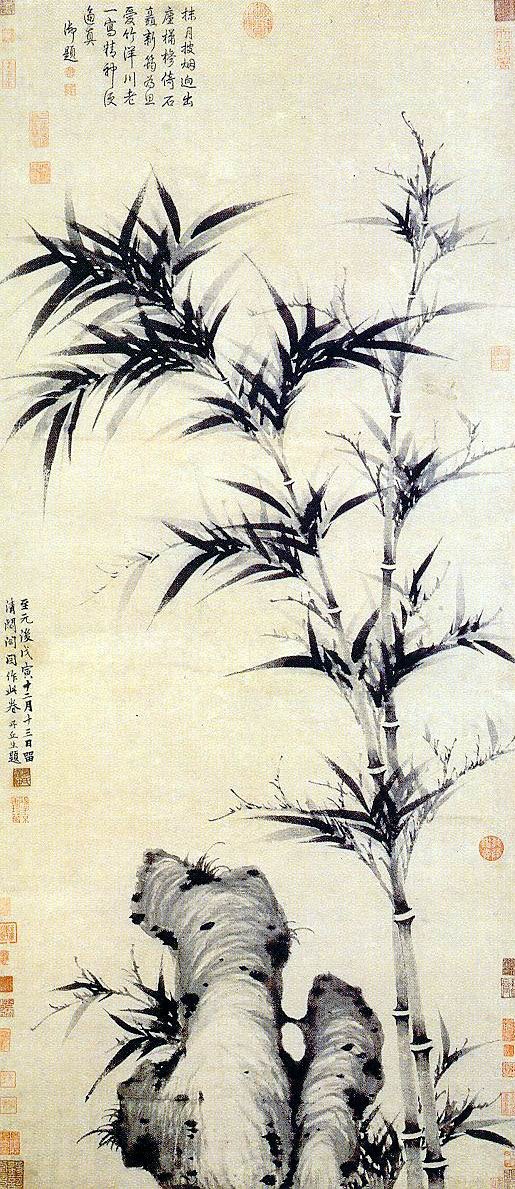
Bambou au pavillon Qingbige (vers 1338).
Encre sur bois, 132,8 x 58,5 cm, collection du musée du palais de Pékin.